# Júlia von Hauke
Júlia von Hauke. Nascuda a Varsòvia el 12 de novembre de 1825 i morta al castell de Heiligenberg el 19 de setembre de 1895. Fou l'esposa d'Alexandre de Hessen-Darmstadt (1823-1888), la mare del príncep Alexandre I de Bulgària i avantpassada de les famílies reials d'Espanya, Gran Bretanya i de molts principats alemanys.
Era filla de Hans Moritz von Hauke (1775–1830) i de la seva esposa Sophie (nascuda la Fontaine). El seu pare era un militar professional alemany que havia llitat als exèrcits de Napoleó a Àustria, Itàlia, Alemanya i Espanya. Més tard va canviar de bàndol passant-se a les files russes. Reconeixent els seus mèrits, el tsar Nicolàs I el va enviar com a legat al ministeri de guerra al Congrés Polonès, atorgant-lo també la dignitat de comte.
A la Revolució de 1830, durant la rebel·lió dels cadets polonesos, el Gran Duc Constantí, virrei de facto de Polònia, va ordenar la fugida, però el comte de Hauke va morir en rebre un tret realitzat per algun cadet als carrers de Varsòvia. Sophie von Hauke va morir al cap de poc d'un shock, i els seus fills van romandre sota la tutela del tsar.
Júlia va servir com a cambrera de l'emperadriu Maria Alexandrovna, esposa del tsar Alexandre II i germana del príncep Alexandre de Hessen-Darmstadt, del qui es va enamorar durant una visita del príncep a la seva germana. El tsar no aprovava la relació del seu cunyat amb una simple cambrera, de forma que els joves enamorats van fugir. Es van casar el 28 d'octubre de 1851 a Breslau, a la Silèsia prussiana (avui Wrocław, a Polònia).
El matrimoni fou considerat morganàtic, ja que Júlia no era del mateix rang que el seu marit, per aquest motiu els seus fills foren apartats de la successió al tro de Hesse-Darmstadt i adoptaren el cognom de la mare un cop que aquesta fou creada comtessa de Battenberg. El germà del seu marit, el gran duc Lluís III de Hesse-Darmstadt, la va fer comtessa de Battenberg el 1851, amb el tractament d'Altesa Il·lustríssima, y el 1858 la va elevar al principat hereditari de Battenberg con el tractament d'Altesa Sereníssima. Com a resultat, els fills de Júlia i Alexandre foren elevats a prínceps o princeses i denominats Alteses Sereníssimes. D'aquesta manera, Battenberg es convertí en una branca de la casa de Hesse.
Júlia es va convertir del Catolicisme Romà al Luteranisme el 1875.
El matrimoni va tenir cinc fills, tots prínceps de Battenberg:
- Maria de Battenberg (1852–1923), casada el 1872 amb Gustav, Comte d'Erbach-Schönberg (d. 1908), amb descendència.
- Lluís (1854–1921), que fou nomenat marqués de Milford Haven el 1917, casat el 1884 amb la princesa Victòria de Hesse-Darmstadt (1863–1950), amb descedència (incloent-hi la princesa Alícia, la reina Lluïsa de Suècia i Lord Louis Mountbatten).
- Alexandre (1857–1893), fet príncep de Bulgària el 1879, abdicà i va ser nomenat comte d'Hartenau, casat morganàticament el 1889 amb Johanna Loisinger (1865–1951), amb descendència.
- Enric (1858–1896), casat amb Beatriu, princesa de Gran Bretanya i Irlanda (1857–1944), amb descendència (incloent-hi la reina Victòria Eugènia d'Espanya). Els seus fills van romandre al Regne Unit i foren Lords i Ladies amb el cognom Mountbatten des de 1917. El seu fill gran va rebre el títol de marqués de Carisbrooke en 1917.
- Francesc Josep de Battenberg (1861–1924), casat el 1897 amb la princesa Anna de Montenegro (1874–1971), sense descendència.

El fill major d‘Alexandre i Júlia, Ludwig (Lluís) de Battenberg, va arribar a ser súbdit britànic i, durant la Primera Guerra Mundial, a causa dels seus sentiments anti-alemanys, va anglitzar el seu nom per Mountbatten (traducció literal de l'alemany Battenberg), com els dels seus nets, els fills del príncep Enric i la princesa Beatriu.